# Patlabor (serie animata televisiva)
Patlabor (機動警察パトレイバー?, Kidō keisatsu Patlabor, lett. "Polizia mobile Patlabor") è una serie anime televisiva in 47 episodi appartenente alla saga di Patlabor del gruppo Headgear, prodotta dalla Sunrise nel 1989.

## Generalità
Nell'ottobre 1989 inizia la trasmissione dalla serie televisiva, composta da 47 episodi. Questa nuova serie riparte da zero, ignorando gli eventi mostrati nella prima serie OAV e cambiando persino il retroscena: la Seconda Sezione, istituita già da tempo, viene mostrata nel primo episodio all'arrivo dei nuovi modelli di labor e del nuovo pilota, Noa Izumi. Potendo contare su un maggiore numero di episodi rispetto ai precedenti OAV, la serie riesce a svilupparsi in modo efficace attraverso diverse sottotrame già presentate nel manga, aggiungendone perfino di nuove (come la vicenda del Phantom).

Tutte le opere successive considereranno questa serie come il vero punto di partenza degli eventi di Patlabor, ignorando quelli avvenuti nella prima serie OAV, che di fatto costituisce una linea temporale e sé stante.

## Edizione italiana
La serie televisiva di Patlabor è stata pubblicata direttamente in DVD dalla Yamato Video nel 2006 ed è stata trasmessa in prima TV su Man-ga di Sky dall'8 luglio 2012.

## Titoli degli episodi
| Nº | Titolo italiano Giapponese 「Kanji」 - Rōmaji | In onda           | In onda |
| Nº | Titolo italiano Giapponese 「Kanji」 - Rōmaji | Giapponese        |         |
| 1  | Ingram attivato! 「イングラム起動」 - Ingram kidō | 11 ottobre 1989   |         |
| 1  | Per prevenire i crimini attraverso i labor la polizia di Tokyo istituisce una Seconda Squadra Veicoli Speciali, da affiancare ad una prima gia esistente. Il capitano Gotoh manda Asuma e Ota a prelevare i nuovi modelli labor Ingram AV-98 dalle industrie pesanti Shinohara. Viene rubato uno dei prototipi e i due agenti, insieme a Noa Izumi, tenteranno di recuperarlo. |                   |         |
| 2  | Arriva Kanuka 「香貫花が来た」 - Kanuka ga kita! | 18 ottobre 1989   |         |
| 2  | Inizia l'addestramento per la Seconda Squadra Veicoli Speciali. Per preparare al meglio gli agenti arriva dall'America Kanuka Clancy, una donna statunitense di origini giapponesi. Si tiene poi un torneo con i Labor per determinare chi saranno i piloti degli Ingram. |                   |         |
| 3  | Seconda Sezione Veicoli Speciali 「こちら特車二課」 - Kochira tokusha nika | 1º novembre 1989  |         |
| 3  | Noa viene introdotta alla vita nella Seconda Sezione. La sua iniziazione comporta il caricamento manuale del suo Patlabor sul veicolo èer il suo trasporto, cosa che quasi non riesce a fare. Poiché l'hangar si trova su un lotto vuoto nel mezzo di un pezzo di terreno bonificato, praticamente nel bel mezzo del nulla, la Seconda Sezione deve improvvisare quando si tratta di cibo. Quando l'equipaggio è fuori servizio pescano, allevano polli, coltivano pomodori e si occupano di diserbo. Durante la pesca i meccanici fanno incagliare il motoscafo della polizia. Ota entra per liberarlo con il Labor, ma finisce per farlo affondare in acqua. Spetta a Noa tirare fuori sia il Labor che il motoscafo, ma Sakaki, il capo meccanico, sta facendo un viaggio non programmato all'hangar ed è sicuro che sarà piuttosto arrabbiato per il disordine che hanno causato. Spetta alla Seconda Sezione creare alcuni diversivi per bloccare Sakaki. |                   |         |
| 4  | Alla montagna del diavolo 「魔の山へ行け！」 - Ma no yama e ike! | 8 novembre 1989   |         |
| 4  | Un gruppo di escursionisti trova una serie di alberi abbattuti e un Labor danneggiato nella foresta in montagna. Ma poi vedono una grande creatura, che apparentemente era la causa del danno. Lo denunciano alla polizia, ma sono piuttosto scettici poiché il Labor è ormai scomparso. Questo fino al ritorno della misteriosa bestia. La polizia metropolitana di Tokyo consegna il caso alla Seconda Sezione. Ma è solo un Labor sotto mentite spoglie o un vero mostro? La polizia locale vuole che la Seconda Sezione catturi il mostro vivo in modo che possa essere usato come attrazione turistica. Ma con Ota che non vede l'ora di uccidere la creatura, potrebbero dover accontentarsi di un mostro di pezza. |                   |         |
| 5  | Labor X-10 fuori controllo! 「暴走レイバーX10」 - Bōsō reiba X-10! | 15 novembre 1989  |         |
| 5  | La Seconda Sezione viene misteriosamente chiamata alla base del Monte Fuji dal quartier generale, ma non riceve ordini. Presto ricevono istruzioni per fermare un travaglio. Nonostante il fatto che i militari cerchino di mascherare il Labor ricoprendolo di vernice gialla, è evidente che si tratta in realtà di un Labor militare sperimentale senza pilota. Spetta alla Seconda Sezione fermarlo poiché è programmato per distruggere la prima città che incontra. Ma se i militari non sono riusciti a fermarlo, come possono? |                   |         |
| 6  | La torre: S.O.S. 「ザ・タワーSOS」 - Za tawa S.O.S. | 22 novembre 1989  |         |
| 6  | Un ministro straniero sta ispezionando il Tower City Project di Tokyo, una torre di un chilometro in costruzione, quando scoppia un'esplosione e un incendio. La Seconda Sezione si precipita sulla scena per dare una mano. Sfortunatamente, poiché i vigili del fuoco hanno accidentalmente bloccato due dei loro Labor nell'unico ingresso in cui un Labor potrebbe entrare, ora l'unico modo per entrare è quello di essere calati con una gru da sopra. A non aiutare le cose è Ota, che decide di usare la forza e quasi ferisce i media e le squadre di soccorso sottostanti con detriti che cadono e rimane impigliato nei fili che sostenevano il suo lavoro. Se ciò non bastasse, la Seconda Sezione è seguita dai media internazionali. A quanto pare il capo della polizia pensa che potrebbero essere buone relazioni pubbliche se riusciranno a salvare il ministro. Ora tocca a Noa salvare i sopravvissuti. |                   |         |
| 7  | Un nuovo Labor al primo plotone 「栄光の９７式改」 - Eicō no 97 shikikai | 29 novembre 1989  |         |
| 7  | La Prima Sezione è pronta ad affrontare un nuovo prototipo di Patrol Labor, l'SRX-70. Dotato di un cannone da 42 mm, surclassa l'Ingram in ogni reparto e dimostra la sua validità nelle pattuglie. Stranamente, la società invia il proprio team di meccanici per assistere il Labor piuttosto che lasciare il compito ai meccanici della Seconda Sezione. Il capitano Gotoh sente odore di marcio, e con l'aiuto di Asuma scopre che la società che fornisce il lavoro, Toyohata, è una copertura per il produttore di lavoro Shaft. Vogliono rubare i movimenti dei dati del modello Labor per aiutare a sviluppare un Labor militare. Il capitano Nagumo della Prima Sezione è costretto a decidere se utilizzare il vecchio Patlabor del '97 obsoleto, o il nuovo prototipo, i cui dati saranno molto probabilmente usati per scopi militari. |                   |         |
| 8  | Il fantasma verde 「まぼろしの緑」 - Maboroshi no midori | 6 dicembre 1989   |         |
| 8  | Asuma, Hiromi e Noa vengono inviati dal Capitano Gotoh al villaggio di Onifuri per indagare su un possibile sabotaggio nella costruzione di una nuova autostrada. Presto scoprono che c'è apparentemente un albero sacro sulla strada dell'autostrada che dovrà essere abbattuto. Gli abitanti del villaggio dicono che i demoni stanno proteggendo l'albero e saranno maledetti se lo spostano, ma Asuma sospetta che siano coinvolti alcuni Labor. È solo una truffa del proprietario del terreno per convincere il governo a comprare più terra da lui e costringerlo a costruire l'autostrada attorno all'albero, o c'è qualcosa di più in questa maledizione? |                   |         |
| 9  | Il Labor rosso 「上陸赤いレイバー」 - Jōriku akai reiba | 13 dicembre 1989  |         |
| 9  | Gli agenti di pubblica sicurezza visitano la Seconda Sezione e chiedono aiuto su un caso. Itchoku Inubashiri, un ex pilota di Labor militari diventato terrorista del gruppo militante anti-Babilonia "Home of the Sea", ha ferito uno dei loro agenti, ha rubato la sua pistola e ha dirottato un taxi per Sakata. Dicono al capitano Gotoh che sta per dirottare il Soviet Attack Labor L99, nome in codice Doshka, che attraccherà segretamente su una barca a Sakata sulla rotta di ritorno in Russia. Home of the Sea vuole rubarlo per promuovere la loro causa. Gli agenti hanno bisogno dell'aiuto della Seconda Sezione in quanto sono coinvolti i Labor. Gotoh intuisce qualcosa di strano nella storia della pubblica sicurezza, ma presta comunque Noa e Asuma e dice loro che sono in missione per acquistare Hatahata di tutte le cose. Presto diventa evidente che tutte le spie presenti in Giappone sono a Sakata e non sono qui per comprare Hatahata. C'è di più in questo caso di quanto gli agenti di pubblica sicurezza lasciano intendere? |                   |         |
| 10 | La trappola di Natale 「イヴの罠」 - Ivu no wana | 20 dicembre 1989  |         |
| 10 | È la vigilia di Natale. La nonna di Kanuka è scomparsa. Lascia un messaggio a Kanuka dicendo che sta cercando il Natale di 50 anni fa. Temendo il peggio, Noa, Asuma e Kanuka la cercano, ma vengono richiamati in servizio alla Seconda Sezione Veicoli Speciali. Il detective Matsui ha chiesto alla Seconda Sezione di aiutarlo in un caso. I veicoli che sono entrati nel tunnel del porto di Tokyo non escono più, comprese le autopattuglie. E qualcuno sta anche cercando di interrompere le comunicazioni nella zona. Matsui vuole che la Seconda Sezione faccia qualcosa prima che i militari vengano coinvolti. Ma i militari sono già stati mobilitati. La Prima Sezione entra nell'area ma non riesce a entrare in contatto con la Seconda Sezione all'orario concordato. Noa e Ota entrano nel tunnel solo per trovare i resti dei Labor della Prima Sezione e non una traccia del loro equipaggio. All'improvviso, i Labor modello Brocken della ditta Shaft circondano la Seconda Sezione e iniziano ad attaccare. |                   |         |
| 11 | Natale di terrore 「イヴの戦慄」 - Ivu no senritsu | 27 dicembre 1989  |         |
| 11 | Noa combatte il Brocken da sola, dopo che Ota e Kanuka vengono sconfitti. Il nuovo Labor modello Phantom è apparso e attraverso l'uso delle onde elettromagnetiche ferma il funzionamento degli Ingram. Inoltre ha anche un'arma a raggi che ha già distrutto il braccio al Labor di Ota. Ota viene catturato e portato via da uno dei Broken. Noa è costretta a ritirarsi poiché è in inferiorità numerica. Presto si imbatte nel capitano Fuwa dei militari. Fuwa è in missione segreta per fermare i Labor. Ota si ritrova presto in una stanza d'albergo rinchiuso con i membri scomparsi della Prima Sezione, altri agenti di polizia e civili. Nel frattempo, i restanti membri della Seconda Sezione e il capitano Gotoh decidono che è tempo per una nuova strategia. Gotoh crede che il capo di questa operazione si nasconda nelle vicinanze e ordina alla Seconda Sezione di trovarlo. I detective Matsui e Shinshi, a cui è stato ordinato di trovare la nonna di Kanuka, finalmente la localizzano. La donna dice loro che non vuole vedere Kanuka morire in battaglia come ha fatto suo marito nella guerra di Corea e vuole riportarla alle Hawaii. Noa torna in battaglia aiutando i militari, ma presto finisce per affrontare da sola il Phantom. |                   |         |
| 12 | Il confuso pomeriggio di Ota 「太田 惑いの午後」 - Ota madoi no gogo | 10 gennaio 1990   |         |
| 12 | Ota è stato incaricato di incontrare una giovane donna da sua zia. Ayano Fuji è una bella e giovane donna a cui sembra che i Labor piacciano. Dopo un disastroso primo incontro, Ota è sorpresa di voler rivederlo. È l'inizio di una grande storia d'amore? Cosa vede in lui? Come sempre, però, il vero amore non scorre mai liscio. |                   |         |
| 13 | Siate gentile, Vostra Altezza 「殿下！お手柔らかに」 - Tenka oteyawarakan! | 17 gennaio 1990   |         |
| 13 | La Seconda Sezione ospita il giovane Prince of Oasis, un paese mediorientale ricco di petrolio. Il principe è qui per osservare come funzionano i Patrol Labor e spera di creare qualcosa di simile nel suo paese. La presenza del principe mette i membri della sezione in competizione, ma presto il principe prende in simpatia Noa e Alphonse, e nascerà un'amicizia tra i due. Nel frattempo qualcuno ha rubato uno dei Labor Brocken catturati dal caso del tunnel del porto di Tokyo. Potrebbe essere collegato all'arrivo del principe? Qualcuno vuole fare del male al principe? |                   |         |
| 14 | Vinci tu! 「あんたの勝ち」 - Anta no kachi! | 24 gennaio 1990   |         |
| 14 | La Seconda Sezione è costretta a partecipare a un torneo di judo di polizia e viene battuta abbastanza duramente. A metà partita sono chiamati al dovere. L'unico problema è che Ota ha una distorsione alla caviglia e Asuma non riesce nemmeno a parlare. Il capitano Gotoh ordina a Kanuka di fare il caposquadra di Noa. La cosa non va molto bene e Noa disobbedisce agli ordini di Kanuka di sparare ad un Labor e la situazione sfugge di mano. Noa e Kanuka interagiscono ancora peggio di prima dopo questo incidente. Il capitano Gotoh riesce a vedere solo una soluzione per tenere insieme la squadra, portarli in un bar. Inizia subito una gara di bevute tra Noa e Kanuka, e anche il resto della Seconda Sezione si ubriaca. Funzionerà il piano di Gotoh? |                   |         |
| 15 | Il canto della balena 「歌を唄ったクジラ」 - Uta wo utatta kujira | 31 gennaio 1990   |         |
| 15 | Una megattera entra nella baia di Tokyo e provoca un putiferio nei media e nell'opinione pubblica. La baia è inquinata e non è adatta alla vita di una balena. Sotto la pressione dell'opinione pubblica, il governo decide di salvare la balena e forma un comitato. La Seconda Sezione è chiamata a fornire il controllo della folla perché centinaia di spettatori sono sulla riva della baia. Il comitato di salvataggio tenta più volte di attirare la balena in acque aperte, ma continua a tornare. |                   |         |
| 16 | Missione a Hokkaido 「小隊 海を渡る」 - Shōtai umi wo wataru | 7 febbraio 1990   |         |
| 16 | Alla Seconda Sezione vengono assegnati compiti al Sapporo Snow Festival a Hokkaido. Un gruppo scissionista del gruppo terroristico Earth Defense Force sta progettando di attaccare il festival. Due Labor sono state rubate, quindi è probabile che vengano utilizzate nell'attacco. Oltre ai terroristi, la Seconda Sezione ha a che fare con un bambino piccolo che sta creando problemi per loro. Si è appena trasferito da Tokyo, dove a quanto pare la sua casa è stata distrutta da un Labor. Prima gli piacevano i Labor, ora li odia. Noa è piuttosto sconvolta dal fatto che possa essere stato Alphonse a distruggere la sua casa. |                   |         |
| 17 | Obiettivo: capitano Gotoh 「目標は後藤隊長」 - Mokuhyō ha Gotō taichō | 14 febbraio 1990  |         |
| 17 | Il capitano Gotoh inizia a ricevere minacce di morte, qualcuno manomette il suo pranzo e trova escrementi di gatto nelle sue scarpe. Mentre cerca di capire chi gli sta dietro e perché, il resto della Seconda Sezione cerca di spiegare il suo comportamento bizzarro mettendolo alla prova per vedere cosa c'è esattamente di sbagliato in lui. Le cose si fanno serie quando qualcuno lascia cadere una pianta in vaso sulla mini-pattuglia di Gotoh e una delle missioni della Seconda Sezione viene sabotata quando l'impianto idraulico di uno dei trasportatori viene danneggiato. La Seconda Sezione ora sa che qualcuno sta cercando di catturare il capitano, ma solo Gotoh capisce chi è, e apparentemente non ha nulla da temere. |                   |         |
| 18 | Mi piaci, signorina Noa 「スキスキ野明先輩」 - Suki suki Noah sempai | 21 febbraio 1990  |         |
| 18 | La cantante idol Kana Matsumoto si unisce alla Seconda Sezione per una settimana per imparare a usare un Ingram. È un palese esercizio di pubbliche relazioni da parte dei capi della polizia, ma Noa è un po' preoccupata che Kana piloti Alphonse. Tutti gli altri sembrano felici di avere una star così grande alla Seconda Sezione, specialmente Ota, che è il suo fan numero uno. Dopo che Kana ha quasi distrutto Alphonse, implora Noa di addestrarla. Noa all'inizio lo fa a malincuore, ma presto prende sul serio il compito. Un gruppo criminale sta per rapire Kana, ma invece rapisce accidentalmente Noa. Vogliono scambiarla per uno degli Ingram. La Seconda Sezione deve risolvere questo pasticcio prima che il capitano Gotoh lo scopra. |                   |         |
| 19 | L'ombra del terrore 「ジオフロントの影」 - Jiofuronto no kage | 28 febbraio 1990  |         |
| 19 | I lavoratori del progetto sotterraneo Tokyo Geo-City scoprono una serie di caverne calcaree. Tuttavia, uno dei lavoratori è un membro dell'Esercito di Difesa della Terra, gruppo terroristico militante anti-Progetto Babylon. Ha fatto esplodere una bomba e minaccia di farne altri con l'obiettivo di distruggere il progetto. La Seconda Sezione è chiamata ad aiutare. Noa e Kanuka, che ha ricevuto un addestramento contro il terrorismo e lo smaltimento delle bombe, avviano i loro Labor per disinnescare le bombe e arrestare il criminale. Durante la ricerca delle bombe si imbattono in una grossa creatura nell'acqua che li attacca. Nel frattempo il capitano Gotoh riesce ad arrestare il criminale. Scopre che ha piazzato una grossa bomba vicino all'ingresso oceanico di Tokyo Geo-City, cosa che causerà l'allagamento dell'intera area. La Seconda Sezione ha perso il contatto con Noa e Kanuka e non possono avvisarle della bomba. Nel frattempo Kanuka e Noa hanno le mani impegnate cercando di scappare da un mostro che continua ad attaccarli. |                   |         |
| 20 | Un'oscura minaccia all'orizzonte 「黒い胎動」 - Kuroi taidō | 7 marzo 1990      |         |
| 20 | Le società di sicurezza private hanno iniziato a utilizzare i Labor nel lavoro di sicurezza. Una di queste aziende è Holly Security Services, che è stata invitata a testare il loro nuovo Labor, il Saturn, contro la Self-Defense Force. Ma la società è in realtà un'altra facciata per Shaft. Kurosaki è qui in incognito come negoziatore di HSS per testare la nuova versione del Phantom, fornendogli l'alibi perfetto. La distruzione di un Labor militare da parte del Labor Phantom finisce sulla prima pagina di ogni giornale. Nel frattempo, alla Seconda Sezione, il Labor di riserva deve tornare in fabbrica per ricevere upgrade. Jitsuyama è venuto a ritirarlo e suggerisce ad Asuma di visitare suo padre. Asuma è un po' arrabbiato per questo e se ne va di cattivo umore. Noa cerca di parlarne con Asuma, ma lui non si apre e questo causa una brutta lite tra i due. Nel frattempo il Phantom appare al largo della costa di Oshima. Il capitano Fuwa delle forze armate viene chiamato di nuovo per combattere di nascosto il Labor. Alla Seconda Sezione viene ordinato di affrontare i Labor, anche se il capitano Gotoh sa che tutto è stato organizzato per fornire dati di battaglia per il Phantom. Prima di partire per Oshima, Gotoh manda Asuma alla fabbrica a ritirare i Labor. Non sarà lì per aiutare Noa. Noa è piuttosto sconvolta dal fatto che non abbia ancora sistemato le cose con lui, e che lui non sarà lì. |                   |         |
| 21 | Il ritorno del Phantom 「亡霊ふたたび」 - Bōrei futatabi | 14 marzo 1990     |         |
| 21 | Il Phantom atterra e si sta dirigendo verso Sashiki. Ha già distrutto uno degli Labor appartenenti alla Holly Security Services. Il capitano Fuwa e la sua squadra militare di Labor hanno in programma di attirare il Phantom nei campi di addestramento militare per distruggerlo. Arriva la Seconda Sezione, ma gli viene ordinato di non farsi coinvolgere, se possibile. Quando la squadra del Capitano Fuwa viene lanciata da un aereo militare, viene immediatamente attaccata dall'arma a raggi del Phantom, ancora prima di atterrare. Una deli Labor è danneggiata ma continuano ancora con il loro piano. Kanuka decide che dovrebbero essere loro a guidare il Lavoro Fantasma nel campo di addestramento. Il piano funziona sicuramente ma Ota viene attaccato e duramente picchiato. Il capitano Fuwa riesce a salvare Ota costringendo il Phantom Labor a spostarsi da lui. Ota nota che c'è un secondo Labor armato in agguato per aiutare il primo. Nel frattempo Kurosaki decide che ha bisogno di più dati di battaglia. Ordina alla sua squadra di usare il Phantom per rubare il disco di movimento di Alphonse, il Labor pilotato da Noa, ad ogni costo. Noa è ora l'unico obiettivo del Phantom, e deve combatterlo da sola senza alcun sostegno. |                   |         |
| 22 | Fiori e Labor 「花とレイバー」 - Hana to reiba | 21 marzo 1990     |         |
| 22 | La polizia metropolitana di Tokyo sta organizzando una settimana di sensibilizzazione alla sicurezza pubblica. La Seconda Sezione sta tenendo un seminario sulla sicurezza del lavoro quando un boss della Yakuza decide di interessarsi a quello che stanno facendo. Si presenta a Noa e Kanuka in modo alquanto amichevole e le invita a casa sua per mostrar loro la sua collezione di Labor. Chiede di sapere come avviare le impostazioni base sui suoi Labor, per poterli usare. Noa glielo mostra, nonostante sia un po' preoccupata. Per ringraziarle, il boss invia regali alla Seconda Sezione, ma la polizia non può ricevere nulla dalla yakuza, sarebbe compromettente. Il rapporto tra il boss e la Seconda Sezione si fa più stretto, e il boss diventa così fissato da voler aiutare la squadra sul lavoro. Così la sua famiglia yakuza si impegna per fermare il crimine. Poi entra in scena una banda rivale, il cui boss è geloso e vuole una fetta di azione. Riusciranno Noa e Kanuka fermarli prima che inizi una guerra tra bande e scorra il sangue. |                   |         |
| 23 | Il rapporto di Kanuka 「香貫花レポート」 - Kanuka repōto | 4 aprile 1990     |         |
| 23 | Termina il soggiorno di Kanuka a Tokyo. Prima di rientrare in America, redige un rapporto sui componenti della Seconda Squadra Veicoli Speciali. Nonostante abbia dichiarato esplicitamente ai colleghi di non volere un party di addio, loro irrompono nel suo appartamento per prepararle una festa. Ma casualmente scoprono il dossier con le loro valutazioni, ciascuna tutt'altro che positiva: quella di Ota è talmente negativa che l'agente mette a soqquadro l'appartamento e distrugge diversi mobili più il computer, mentre Kanuka sta per rientrare. Come fare a nascondere il danno? |                   |         |
| 24 | Addio, Kanuka 「さらば香貫花」 - Saraba Kanuka | 11 aprile 1990    |         |
| 24 | Kanuka si congeda dalla Seconda Squadra Veicoli Speciali, ma un terrorista irrompe sull'aereo che la sta riportando a casa per costringere le autorità a rilasciare uno dei suoi complici tenuto in custodia in carcere, e tiene in ostaggio tutti i passeggeri a bordo. Kanuka, che ha dovuto lasciare la pistola in consegna al pilota, si finge hostess per avvicinarsi a lui. |                   |         |
| 25 | Tempesta primaverile 「春の嵐」 - Haru no arashi | 18 aprile 1990    |         |
| 25 | Partita Kanuka, Shinshi assume il difficile ruolo di controllore di Ota. Questi però, non sembra dargli ascolto, e il povero Shinshi medita di lasciare la polizia per tornare al suo vecchio lavoro di programmatore. Guadagnerebbe il triplo, il lavoro gli è congeniale e sarebbe il capo di un dipartimento tutto suo. Ma se la sente di lasciare i suoi colleghi? |                   |         |
| 26 | Sono Takeo Kumagami 「私が熊耳武緒です」 - Watashi ga Kumagami Takeo desu | 25 aprile 1990    |         |
| 26 | Arriva un nuovo componente per la Seconda Squadra Veicoli Speciali: Takeo Kumagami, che assumerà il ruolo di controllore di Ota, lasciato vacante da Kanuka. Sembra una specie di sogno: ottima poliziotta, brava in cucina, bravissima a stenografare, bravissima con i computer, ha imparato le basi sull'Ingram, era stata richiesta perfino dall'Interpol ma ha rifiutato ed è venuta alla Seconda Sezione! Intanto il capitano Gotoh decide di spostare i suoi agenti in altri ruoli, e Noa teme di perdere Alphonse a favore di Takeo |                   |         |
| 27 | Voci dall'oscurità 「闇に呼ぶ声」 - Yami ni yobu koe | 2 maggio 1990     |         |
| 27 | La Seconda Squadra, trasferitasi momentaneamente tra vecchi edifici prossimi alla demolizione per addestramento in situazioni con ostaggi e combattimento urbano, viene a sapere dai residenti nel vicinato che quegli edifici sono infestati da strane voci durante la notte. Shinshi fa indagini e scopre che da molto tempo l'area ha un numero elevato di decessi e disastri per i terremoti, specialmente durante l'ultimo terremoto di 4 anni prima. Una notte, il computer di Gotoh mostra la parola AIUTO sullo schermo, lo stesso Gotoh viene attaccato da un uomo con una spada che svanisce, Ota sente qualcuno che 'tocca' il suo Labor e Noa vede il fantasma di un ragazzino. Il sito è veramente infestato? |                   |         |
| 28 | La strana coppia 「怪しいふたり」 - Ayashi ifutari | 9 maggio 1990     |         |
| 28 | Noa e Asuma trascorrono il loro giorno libero in sala giochi; giocano ad un videogioco con Labor ma perdono; due strani individui compaiono: il primo, Utsumi, termina il gioco senza problemi, sostenendo che è la sua compagnia che ha creato il gioco; quando Noa, che non sopporta d'essere superata e ha tentato di batterlo, fallisce ancora, il secondo individuo, un ragazzino di nome Bud, proclama che la vendicherà; e così accade per lo stupore di Noa. Asuma e Noa ignorano che i due sono dipendenti di Shaft, che sta per lanciare il nuovo modello: il Griffon, un Labor militare dalle capacità molto superiori ai modelli attuali. Utsumi e Kurasaki progettano innanzitutto di attirare la Seconda Sezione per valutare le performance del Griffon, così mandano prima un Saturn sperando che la squadra intervenga. |                   |         |
| 29 | La distruzione della Seconda Sezione Veicoli Speciali 「特車二課壊滅す!」 - Tokusha nika kaimetsu su! | 23 maggio 1990    |         |
| 29 | La posizione isolata dell'hangar usato dalla Seconda Sezione Veicoli Speciali ha creato sin dall'inizio problemi per l'approvvigionamento di cibo. C'è un solo ristorante presente nelle loro vicinanze, ed è lì che la sezione telefona periodicamente per ricevere i pasti. Un giorno una ordinazione di roputine non arriva, Ota perde la pazienza al telefono e il responsabile del ristorante dice che non sanno dove sia il fattorino. Vinti dalla fame, i componenti del gruppo costringono Ota a scusarsi telefonicamente. Ma il ristoratore si rifiuta di consegnare, sostenendo che i cani randagi che abitano il terreno dove l'hangar sorge ostacolano la consegna, e i fattorini non vogliono passare in quella zona. Stanco di aspettare, Ota si reca sul posto per fare da scorta ma sparisce; un po' alla volta tutta la sezione, meccanici compresi, si reca sul luogo per risolvere il problema ma sparisce. Dove sono andati? |                   |         |
| 30 | Arriva il Griffon 「グリフォン参上！」 - Gurifon sanjō! | 30 maggio 1990    |         |
| 30 | Un Labor nero arriva nella baia di Tokyo distruggendo con estrema facilità il Labor del capitano Fuwa dell'esercito, che viene derubato del dischetto d'avvio; il colpevole lascia una scritta sul terreno: "Il Griffon è arrivato". É opera del nuovo modello della Shaft, i cui risultati soddisfano i responsabili; ora Utsumi vuole affrontare la Seconda Sezione. Intanto Gotoh è preoccupato da voci sul futuro del reparto Labor: sembra che il capo della polizia voglia ampliare il reparto aggiungendo altre due sezioni; ma il budget ridotto costringerebbe a dotarle tutte di Labor più economici, come i nuovi Ingram appena ideati dalle industrie Shinohara. Intanto Fuwa, uscita a pranzo con la sua vecchia amica Shinobu Nagumo, comandante della Prima Sezione Veicoli Speciali, le chiede se sa qualcosa di un Labor capace di imitare i movimenti umani chiamato Griffon. |                   |         |
| 31 | Tragedia nella pioggia 「雨の惨劇」 - Ame no sangeki | 6 giugno 1990     |         |
| 31 | La Seconda Sezione partecipa alla sicurezza durante la fiera internazionale dei Labor. Noa e Asuma incontrano di nuovo Bud e Utsumi, e questi capisce per la prima volta che i due sono della Seconda Sezione. Lui e Bud sono qui per programmare l'attacco del Griffon alla fiera. Asuma prova il nuovo Ingram senza dire nulla a Gotoh, usando il disco d'avvio di Noa; Ota, scontento del suo incarico, sfida Asuma col vecchio Ingram. Poi il Griffon irrompe nella fiera copeta da una cortina fumogena e ingaggia battaglia con i due. Noa non può fare nulla perché è senza il disco. Entrambi i modelli Ingram sono sconfitti, ma quando il Griffon tenta di prendere il disco di Ota (Utsumi vuole ancora un disco d'avvio della Seconda Sezione) Noa riprende il suo disco da Asuma e avvia il suo Ingram. A quel punto il fumo viene dissipato dalla pioggia, e il Griffon prende il volo e si allontana. Fuori Utsumi è in un'auto che dà ordini a Bud (il quale pilota il Griffon) quando Takeo si avvicina per ordinare alla macchina di spostarsi; vedendo Utsumi però lo riconosce con il nome Richard Wong; l'autista di Utsumi va nel panico e spara a Takeo, poi l'auto fugge. |                   |         |
| 32 | Il ritorno di Kanuka 「再会」 - Saikai | 13 giugno 1990    |         |
| 32 | I membri della Seconda Divisione discutono sugli eventi della fiera. Takeo, in ospedale dopo esser stata ferita, dà un identikit di Utsumi al detective Matsui; Utsumi è sospettato di un possibile coinvolgimento sulla vicenda. Asuma, che si è rotto le costole nella battaglia col Griffon, entra in quel momento e riconosce Utsumi, facendo così il collegamento; indagando per proprio conto e trova indizi che collegano il Griffon alla Schaft Enterprise. I resti del Griffon vengono trovati sui monti Chiba, ma si tratta di una finzione; il vero Griffon e Bud sono al sicuro, mentre Utusmi e Kurosaki discutono la prossima mossa. Matsui va alla Shaft a cercare Utsumi, e questo mette in allarme il presidente della compagnia, che blocca il progetto. Ma sapendo che Utsumi non si fermerà, gli manda contro la SSS (Schaft Security Systems), l'esercito privato della ditta. Kanuka Clancy viene a saperlo e torna in Giappone alla Seconda Sezione; la SSS ha fama di compiere la sua missione ad ogni costo, incurante dei danni collaterali, e Kanuka vuole capire cosa fanno lì. Gotoh affida a Kanuka il ruolo di controllore di Noa, al posto di Asuma ancora infortunato. |                   |         |
| 33 | I cani della Shaft 「シャフトの犬たち」 - Shafuto no inu tachi | 20 giugno 1990    |         |
| 33 | Utsumi e Kurosaki riescono a sfuggire alla SSS; Utsumi decide di portare il Griffon a Tokyo e dimostrare cosa sa fare la macchina. Gotoh scopre che lo schianto del Griffon era una finzione ed informa la squadra; la notizia rattrista Noa, che non vuole affrontare ancora il Griffon. Il detective Matsui rintraccia il Griffon e avverte Gotoh di aspettarlo alla "Portone del Castello", ovvero l'ingresso del cantiere del progetto Babilonia. L'SSS è già diretta là. Poiché il labor di Ota è ancora danneggiato, Noa dovrà combattere da sola. |                   |         |
| 34 | Battaglia al portone del castello 「城門の戦い」 - Jōmon no tatakai | 27 giugno 1990    |         |
| 34 | Noa affronta il Griffon, che nel frattempo ha gia evitato la cattura da parte della Schaft Security Sistem distruggendo o danneggiando tutti i loro labor. Asuma, ancora in ospedale per via delle costole rotte, assiste allo scontro tramite televisione perché gli è stato ordinato di non andare. Tuttavia Sasaki lo porta con sé sull'elicottero che deve consegnare una batteria di riserva. Noa ha problemi a battersi per colpa di un elicottero della TV, che Kanuka riesce poi ad allontanare; ora Noa può usare il fucile. Ma un proiettile rimbalzato sulla corazza del Griffon colpisce uno dei labor della SSS, che lo aveva caricato di esplosivi per usarlo come labor suicida. |                   |         |
| 35 | Il destino del Griffon 「グリフォン堕つ!」 - Gurifon otsu | 4 luglio 1990     |         |
| 35 | La battaglia continua e Noa mette in difficoltà il Griffon. Lo scontro termina quando entrambe le telecamere dei due labor, vengono seriamente danneggiate. Utsumi ordina a Bud di ritirarsi, e per sfuggire alla SSS, lascia il Giappone. Noa è in lacrime per non essere riuscita a battere il Griffon. Kanuka, terminate le indagini, saluta e torna nuovamente in America. |                   |         |
| 36 | L'avventura di Noa 「野明の冒険」 - Noa no bōken | 11 luglio 1990    |         |
| 36 | La Seconda Divisione torna all'Accademia per affinare le tecniche di combattimento. Noa, ancora presa dallo sconforto per non aver abbattuto il Griffon, indaga su una serie di banconote che galleggiano su un fiume mentre si reca ad una cena con i colleghi. |                   |         |
| 37 | Serenità in vendita 「安心売ります」 - Anshin uri masu | 18 luglio 1990    |         |
| 37 | La Seconda Divisione rischia di non essere più coperta dall'assicurazione per i troppi danni riportati per la città durante le loro missioni. Ad essa il compito di far ricredere un'agente assicurativa riguardo alla loro pessima reputazione, creata tra l'opinione pubblica. |                   |         |
| 38 | Viaggio nel sottosuolo 「地下迷宮物件」 - Chika meikyūbukken | 25 luglio 1990    |         |
| 38 | La Seconda Squadra dà la caccia ad un uomo che ultimamente ruba loro tutte le scorte di cibo. |                   |         |
| 39 | Un nuovo Labor 「量産機計画」 - Ryōsanki keikaku | 1º agosto 1990    |         |
| 39 | Noa e Gomioka del primo plotone vengono incaricati di testare l'ultimo modello di labor ideato dalle industrie pesanti Shinohara. |                   |         |
| 40 | Gli ordini della guardia costiera 「沿岸警備命令」 - Engan keibi meirei | 8 agosto 1990     |         |
| 40 | Vicino a un santuario nel villaggio costiero di Shikura, un peschereccio ha un incidente e prende fuoco. La gente del posto sostiene che dietro a tutto ci sia un mostro marino. La guardia costiera ha ordinato alla Seconda Sezione di esaminare la questione. |                   |         |
| 41 | Salvate i terroristi 「テロリストを救え」 - Terorisuto wo sukue | 15 agosto 1990    |         |
| 41 | La Seconda Sezione è a disposizione per fornire sicurezza alla Babylon Project Conference, un obiettivo ovvio per i terroristi. Gotoh vede due uomini che corrono lungo un corridoio dopo aver sentito l'urlo della donna delle pulizie e individua in loro due probabili sospetti che bramano contro l'edificio tenuto sotto la protezione dei suoi uomini. |                   |         |
| 42 | Quelli che ritornano 「帰ってきた男たち」 - Kaette kita otoko tachi | 22 agosto 1990    |         |
| 42 | Il capitano Gotoh ed il capo della polizia Fukushima indagano su rapine di sportelli di casse automatiche. Dietro i furti vi sono delle loro vecchie conoscenze. |                   |         |
| 43 | Donne al lavoro 「はたらくお嬢さん」 - Hataraku ojōsan | 29 agosto 1990    |         |
| 43 | La Seconda Sezione è costretta ad apparire in un programma televisivo incentrato sulle donne al lavoro. L'idea nasce per poter dare più credibilità alla Seconda Divisione nei confronti dell'opinione pubblica. Tutto fila liscio fino a quando la Seconda Squadra è chiamata ad impedire il suicidio di un uomo. |                   |         |
| 44 | Lunga vita al CLAT 「CLATよ永遠に」 - CLAT yo eien ni | 5 settembre 1990  |         |
| 44 | Shige è incaricato ad aggiornarsi sul suo lavoro alla Squadra Veicoli Speciali di New York. Ad attenderlo e ad ambientarlo negli Stati Uniti ci penserà Kanuka. |                   |         |
| 45 | La scelta di Noa 「職業選択の自由」 - Shokugyōsentaku no jiyū | 12 settembre 1990 |         |
| 45 | Noa riceve un'offerta di lavoro durante una visita alla squadra veicoli speciali dell'esercito di Tokyo. |                   |         |
| 46 | Il suo nome è Zero 「その名はゼロ」 - Sono mei ha zero | 19 settembre 1990 |         |
| 46 | La prima divisione sta finalmente ottenendo un nuovo labor; lo Shinohara AV-Zero. Dopo una finta lotta con Ota nel suo Ingram e Gomika nel nuovo Zero, tutti sono rimasti colpiti dal nuovo Labor. Con la sua rete neurale, può schivare automaticamente i detriti sul terreno. Si discute molto su quanto la nuova macchina abbia surclassato gli Ingram. |                   |         |
| 47 | Luci verdi 「コンディショングリーン」 - Kondeishon gurīn | 26 settembre 1990 |         |
| 47 | Il nuovo Labor Zero è un completo successo di pubblico. La fiducia della seconda divisione è gravemente scossa. Noa torna a casa dai suoi genitori a Hokkaido per sfuggire ai suoi problemi. Asuma, molto preoccupato per lei, va a tirarla su di morale e a convincerla a tornare a Tokyo. |                   |         |

## Sigle
Sigla di apertura:
- そのままの君でいて (?, Sono mama no kimi de ite, Il modo di essere te), di Yuko Nitō (eps. 1-34)
- コンディション・グリーン～緊急発進～ (?, Kondeishon gurīn ~Kinkyō hasshin~, Condition Green - Principio d'emergenza), di Hiroko Kasahara (eps. 35-47)

Sigla di chiusura:
- Midnight Blue, di KISS ME QUICK (eps. 1-34)
- パラダイスの確率 (?, Paradise no kakuritsu, Chances di paradiso), di JA JA (eps. 35-47)